# Жан Еммануель Моріс Ле Мау
Жан Еммануель Моріс Ле Мау (фр. Jean Emmanuel Maurice Le Maoût; 29 грудня 1799—16 квітня 1877) — французький ботанік.

## Біографія
Жан Еммануель Моріс Ле Мау народився 29 грудня 1799 року в місті Гінгам на території департаменту Кот-дю-Нор (нині Кот-д'Армор) у Франції. Навчався у Паризькому університеті (Сорбонні). У 1842 році Ле Мау була присвоєна докторська ступінь з медицини. Згодом він став професором Паризького університету. 12 серпня 1869 року Ле Мау був посвячений в офіцери Ордена Почесного легіону. Еммануель Ле Мау помер 16 квітня 1877 року в Парижі.
Еммануель Ле Мау видав декілька наукових робіт з ботаніки. Деякі з них були написані у співавторстві із Жозефом Декеном. Ілюстрації для більшості з них виконав художник Луї Шарль Огюст Штейнгейль.

## Окремі наукові роботи Ле Мау
- Le Maout, E. (1843—1844) Leçons élémentaires de botanique.
- Le Maout, E. (1846) Atlas élémentaire de botanique.
- Le Maout, E. (1851—1852) Botanique.
- Le Maout, E., Decaisne, J. (1855) Flore élémentaire des jardins et des champs.
- Le Maout, E., Decaisne, J. (1868) Traité général de botanique.
- Le Maout, E., Decaisne, J. (1873) A general system of botany.
- Le Maout, E. (1914) Tablas dicotomas.

## Рослини, названі на честь Е. Ле Мау
- Maoutia Wedd., 1854
- Maoutia Montrouz., 1860, nom. illeg. [syn.  Oxera Labill., 1824]
- Begonia lemaoutii Vallerand, 1889